# Dierentuin van Kaliningrad

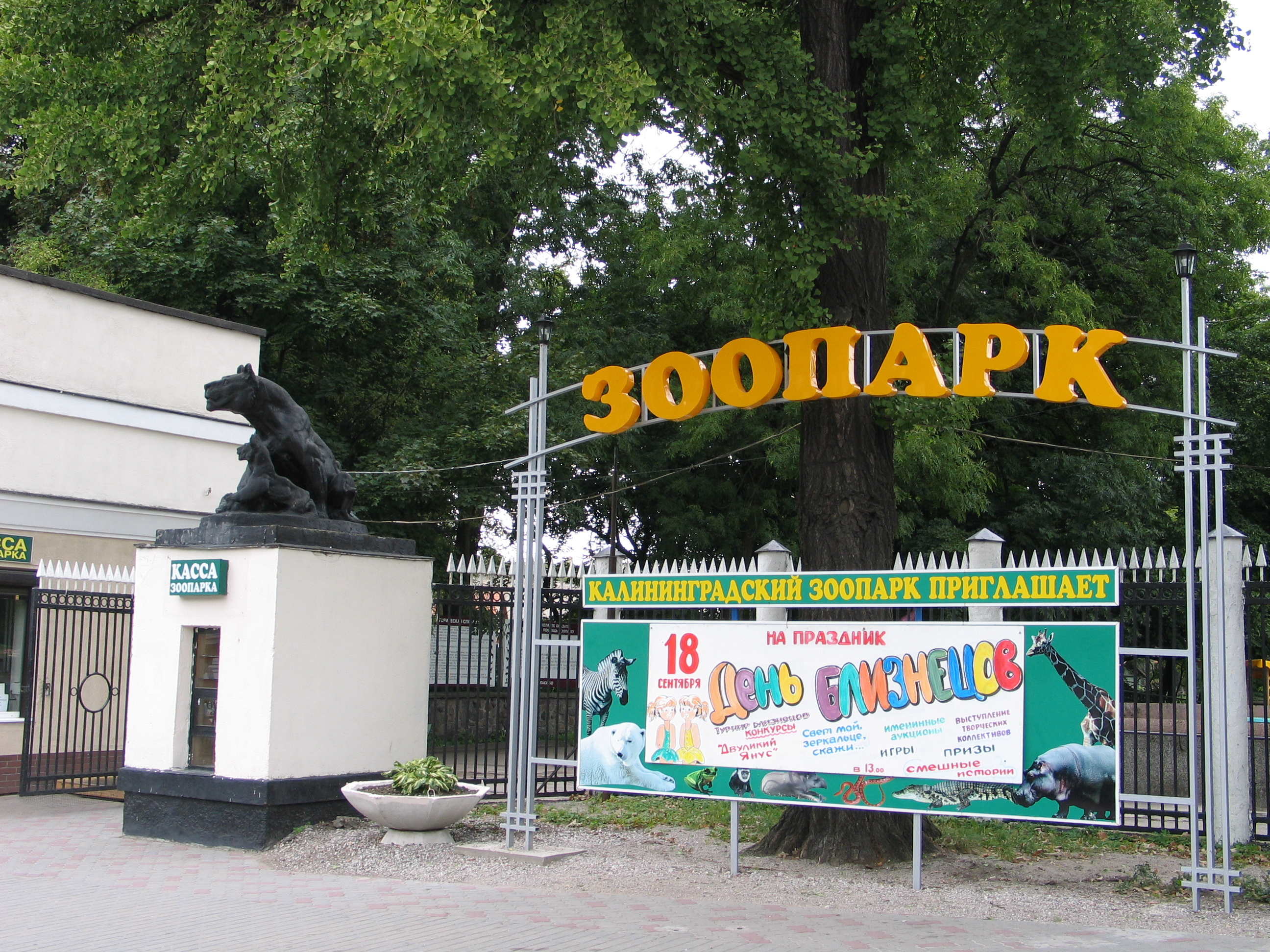
Ingang van de dierentuin

De dierentuin van Kaliningrad (Russisch: Калининградский зоопарк; voor de oorlog in het Duits: Königsberger Tiergarten) is een van de grootste en oudste dierentuinen van Rusland. De dierentuin werd geopend in 1896 in het toen nog Duitse Koningsbergen (Königsberg).
Na de Tweede Wereldoorlog waren nog slechts vier dieren in leven. In 1947 werd de dierentuin officieel heropend. In haar collectie, die een grondgebied van 16,5 hectare beslaat, zitten 315 verschillende diersoorten. In de dierentuin leven 2264 dieren (stand 2005). Ook heeft de dierentuin een groot bomenpark. De bezienswaardigheden van het park zijn dus niet alleen dieren, maar ook zeldzame planten, zoals de Japanse notenboom, een levend fossiel en tijdgenoot van de dinosauriërs.
Ook staan in de tuin standbeelden van dieren, waaronder een stenen orang-oetan en andere. Lange tijd stond hier ook een bronzen eland. Dit beeld stond oorspronkelijk in Tilsit, het huidige Sovjetsk, en keerde daar in september 2006 terug.
De ingang van de dierentuin is versierd met groepen sculptuurportretten van verschillende dieren. Verder bevinden zich op het terrein van de dierentuin enkele vooroorlogse gebouwen en een fontein.

## Geschiedenis

### Duitse periode

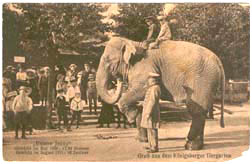
Een olifant geeft in 1911 een ritje voor kinderen door de dierentuin van Koningsbergen

In 1895 vond op de plek van de tegenwoordige dierentuin, de Noordoostelijke Duitse industrie en ambachtstentoonstelling plaats. Na afloop van de tentoonstelling stelde de organisator ervan, Herman Klaaß, voor de houten paviljoens van de tentoonstelling niet te verwijderen, maar ze te gebruiken als voorzieningen voor een dierentuin. Het idee kreeg steun en werd met enthousiasme ontvangen onder de Koningsbergers, aangezien zij al in de jaren tachtig van de negentiende eeuw hadden gedacht over de oprichting van een dierentuin in hun stad.
Voor de realisatie van dit idee werd op 22 augustus 1895 de vereniging Tiergarten opgericht. De voorzitter van deze vereniging werd de leider van het zoölogisch instituut Albertina (van de Koningsbergse universiteit), de geheimraad Maximilian Braun. De pers ondersteunde actief het initiatief, nadat aan de Koningsbergers de mogelijkheid geboden werd om op krantenpagina’s hun mening te geven over hoe de dierentuin gebouwd moest worden.
Met de betalingen van leden van de vereniging en door financiële hulp van weldoeners die het idee ondersteunden (overheidsmiddelen werden niet ingeschakeld) kocht de vereniging de paviljoens van de tentoonstelling. Herman Klaaß werd technisch leider (vanaf 1897 directeur) van de opgerichte dierentuin. Met gezamenlijke krachten maakten Klaaß, de technicus van het park, Model, en de helper van de technicus, Vichoel, het ontwerp voor de bouw van de dierentuin.
De plechtige opening van de dierentuin vond plaats op 21 mei 1896. Op dat moment waren er in de dierentuin 893 dieren van 262 verschillende soorten te zien.
Omdat de dierentuin geen financiële steun van de overheid kreeg, werden, voor de versterking van de kas, op het terrein van de dierentuin vele amuserende evenementen georganiseerd. Er trad bijvoorbeeld een blaasorkest op (’s zomers iedere dag, in de open lucht; ’s winters op zondag en woensdag in een concerthal voor 2500 mensen).
Maar in juni 1906 werd in de dierentuin een bijzonder ongewoon evenement georganiseerd: opstijgen in een luchtballon tot een hoogte van 300 meter, voor drie mark per persoon. Ter vergelijking: in 1910 kostte een kaartje voor de dierentuin 50 pfennig (voor volwassenen) of 20 pfennig (voor kinderen). Maar elke derde zondag van de maand werd de prijs van een kaartje gehalveerd. De dierentuin was elke dag geopend: ’s zomers van zeven uur ’s ochtends tot elf uur ’s avonds, ’s winters van acht uur ’s ochtends tot de inval van de duisternis.
Het door de hulp van deze winstgevende evenementen verdiende geld, werd besteed aan de uitbreiding van de collectie. Tegen 1910 bereikte de collectie 2161 exemplaren, een record dat pas in 2004 werd verbroken.
In 1912 werd er op het terrein van de dierentuin een etnografisch museum neergezet, (tegen het einde van de jaren dertig werd deze overgeplaatst naar de berg Heksenberg ten noorden van Hohenstein (nu Olsztynek, Polen)).
De welvaart van de dierentuin werd door het begin van de Eerste Wereldoorlog afgebroken. Op 17 augustus 1914 sloot de dierentuin haar poorten. Alle vrije vertrekken werden door soldaten als opslagplaatsen voor uitrustingen gebruikt.
De dierentuin werd opnieuw geopend in 1918, maar in de omstandigheden van het naoorlogse verval, kon over het mooie bestaan voor de oorlog zelfs niet gesproken worden. De collectie van de dierentuin kromp behoorlijk in omvang en in 1921 waren er nog maar 565 dieren.
In 1938 werd de dierentuin eigendom van de stad en de vereniging Tiergarten werd opgeheven.
Interessant is dat de laatste directeur van de Koningsbergse dierentuin Hans-Georg Thienemann (zoon van de bekende ornitholoog Johannes Thienemann, pioneer van het ringen van vogels) na de oorlog de directeur werd van de dierentuin van Duisburg, de zusterstad van Koningsberg.

### De dierentuin na de oorlog
De Tweede Wereldoorlog overleefden slechts vier dieren: een damhert, een ezel, een das en een nijlpaard. Het nijlpaard was er bijzonder slecht aan toe: tijdens de aanval op de stad werd het dier door zeven verdwaalde kogels geraakt. Het arme dier werd ontdekt in een greppel aan de rand van de dierentuin.
Naar het nijlpaard werd de dierverzorger Vladimir Petrovitsj Polonski gezonden. Vanwege het in het archief van Kaliningrad bewaard gebleven document getiteld ‘Geschiedenis van de behandeling van het nijlpaard’ (klaarblijkelijk was dit het verslag van de raadgever over het verrichte werk) weten wij uit eerste hand hoe het afliep met het nijlpaard.
Document:

Nijlpaard van 18 jaar. Groot postuur. Bijnaam: Hans. Zeven keer gewond geraakt. En twee zelfverwondingen. 13 dagen zonder voedsel of water geleefd.

Geschiedenis van de behandeling van het nijlpaard

(kort)

Ik begon de behandeling van het nijlpaard op 14 april van dit jaar. Om te beginnen bood ik hulp door het geven van water. Vervolgens probeerde ik hem melk te geven. De keer daarop gemalen bieten. Het nijlpaard begon te eten. Maar na drie dagen hield hij op. Ik haastte me om het nijlpaard wodka te geven. Ik gaf hem 4 liter. Daarna begon het nijlpaard hevig om eten te vragen. Ik gaf hem eerst een klysma (vier emmers gedestilleerd water). Daarna begon ik hem te voeren. Het nijlpaard probeerde weg te gaan, maar omdat hij dronken was, liet hij zich vallen. Er was een verwonding aan de zijkant van het dier (25*27 cm). Deze heeft een diepte van 4 cm. Een andere wond (6*7 cm). Het nijlpaard begon te eten, maar hij knapte niet op. Ik gaf hem voor de tweede keer een klysma (4 emmers gedestilleerd water). Het nijlpaard begon op te knappen. Er gingen twee weken voorbij. Het nijlpaard at matig. Ik besloot om wodka te geven, 4 liter. Het nijlpaard begon goed te eten. Maar er deed zich weer een opstopping voor. Ik gaf nog een klysma (4 emmers gedestilleerd water). Het nijlpaard knapte op, maar at slecht. Ik besloot hem wodka te geven (4 liter). En het nijlpaard begon goed te eten. Er kwamen dagen zonder eetlust. Ik nam ze weg door verandering in voedsel.

Verder volgt een gedetailleerde beschrijving van de verzorging van het nijlpaard.
Over het resultaat van het voltooide werk gaat de volgende informatie:

Resultaat van de behandeling

Het is gelukt het nijlpaard te redden. Nadat ik 21 dagen niet van hem ben weggegaan, nadat 1 maand en 19 dagen voorbij waren gegaan, verwezenlijkte ik de volledige gezondheid en ben ik nu bezig met de training van het nijlpaard, maak vaak ritjes op het nijlpaard door het park, enz.

Dierverzorger Vladimir Petrovitsj Polonski

Klaarblijkelijk bond de dierenarts zich aan het bijzondere beest, omdat uit de volgende notitie onrust blijkt over het verdere lot van het dier:

Aan de directeur van de Moskouse dierentuin van de dierenarts V.P. Polonski – dierentuin van Koningsbergen

Verzoek

Ik ontving een bevel van het commando dat ik omtrent de instandhouding van de zich in het park bevindende dieren in de stad Koningsbergen, zoals ik met het nijlpaard had gehandeld, ook met andere dieren moest handelen. Daarom vraag ik u te verzoeken aan de regering, dat ze toestaat dat de beesten die zich in het park van de stad Koningsbergen bevinden, naar de dierentuin van Moskou worden gezonden. Dit omdat de beesten niet voldoen aan de gegeven condities, namelijk voor de overwintering.

Ik verzoek U hieraan snel aandacht te besteden.

Dierenarts V.P. Polonski

24-07-1945

De ongemakkelijkheid van de dierenarts bleek echter onnodig. Al op 27 juni 1947 vierde de dierentuin zijn tweede verjaardag. Op dat moment bestond haar collectie uit 50 dieren, waartoe ook het opgeknapte nijlpaard hoorde. Vanwege de hulp van andere dierentuinen uit het land en de zoölogische vereniging, begon de collectie snel te groeien. Veel exotische dieren werden door Kaliningradische zeemannen meegebracht.
In 1973 kwam in de dierentuin het instituut van beschermheerschap op. Vele Kaliningradische ondernemingen namen objecten van de dierentuin, of haar bewonende dieren onder hun hoede. Dankzij deze praktijk werden meer dan 130 objecten gebouwd en gerestaureerd, er werden voetgangerspaden aangelegd, bankjes werden geplaatst, enzovoort.
In 1980 werden langs het parkbeekje kooien gebouwd voor bergdieren.
In 1982 werd op het terrein van de dierentuin een sprookjesstad gebouwd.

### De verbouwing van de dierentuin

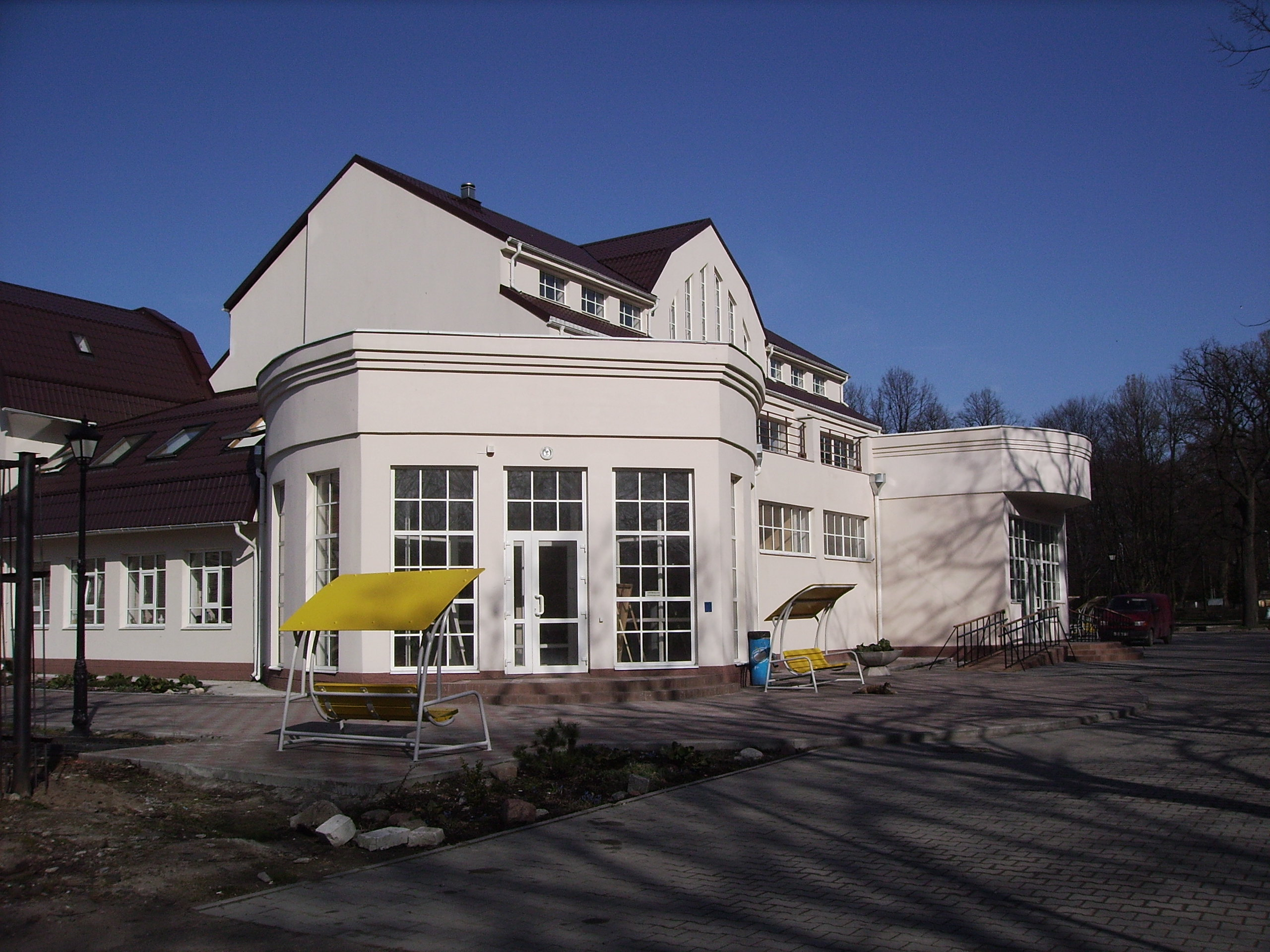
Het gerestaureerde voormalige olifantenverblijf

In het begin van dit decennium werd begonnen met de verbouwing van de dierentuin. De verbouwing begon met de installatie in het nijlpaardenverblijf van een ventilatiesysteem, dat ervoor zorgde dat er geen vieze lucht meer hing in het verblijf. In 2005 is een bassin gebouwd voor vinpotigen en zijn de kooien voor de tijgers, sneeuwpanters en de leeuwen verbouwd.
In dat jaar werd ook de restauratie voltooid van het voormalige olifantenverblijf, een gebouw (bouwjaar 1911) dat de status heeft van architectonisch monument. Voor de oorlog bevond zich hier een restaurant, na de oorlog het olifantenverblijf. Aan het begin van de jaren tachtig was het gebouw vervallen en werden de olifanten naar een nieuw gebouw geplaatst. Het oude olifantenverblijf heeft meer dan tien jaar in halfverwaarloosde staat gestaan, tot het in de loop van de verbouwing werd uitgerust als gebouw voor de administratie van de dierentuin.
De eerste etappe van de verbouwing werd georganiseerd ter gelegenheid van het 750-jarig bestaan van Kaliningrad-Königsbergen, dat in 2005 gevierd werd. Voor de financiering van deze etappe van de verbouwing werden uit het federale budget 48 miljoen Roebel ter beschikking gesteld.
De tweede etappe van de verbouwing is begonnen in 2006. Deze wordt georganiseerd ter gelegenheid van het feit dat het zestig jaar geleden is dat de dierentuin na de oorlog opende. Verwacht wordt dat de verbouwing van de vijver voor langpotige vogels, de fontein en de wintertuin met de apenkooien tegen de zomer van 2007 gereed zijn. In de daaropvolgende jaren is het werk gepland aan de verbouwing van de berenkuil en de bouw van schoonmaakgebouwen. De verbouwing van de dierentuin moet volgens de federale plannen, doorgaan tot 2010.

### Het symbolische monument ter ere van eerste directeur
Nadat op 31 mei 1913 de eerste directeur met pensioen was gegaan, werd op de voornaamste laan ter ere van hem een beeldhouwwerk van de hand van Walter Rosenberg neergezet, uitbeeldende een jongen met jonge leeuwen. Na de oorlog was het monument verdwenen en werd een behoorlijke tijd later teruggevonden. Men moest het ding in delen meenemen: het sculptuur bevond zich in een pand dat werd bezet door de Gosstrach, de staatverzekeringsmaatschappij, aan de Vatoetinstraat (gesticht door A. Novik, de inmiddels overleden directeur van het park tijdens de 40-jarige verjaardag van de Komsomol, iemand die bijzonder veel wist over de omgeving van Kaliningrad, die in het park tijdens de 40-jarige verjaardag een museum oprichtte over het vooroorlogse Koningsbergen), maar het voetstuk werd gevonden op het terrein van de speeltuin op de kruising van de Ogarjovstraat en de Koetoezovstraat. In 1990 werd het monument weer geplaatst op de oorspronkelijke plek.

### De sprekende raaf
Sinds 1995 woont in de dierentuin een sprekende raaf. Het dier werd gevonden in de achtertuin van het echtpaar Bogdanov, die hem naar de dierentuin brachten. Zijn bijnaam Jasja of Jasjka kreeg hij gedurende zijn korte verblijf bij het echtpaar Bogdanov van een buurtbewoner. Het dier, dat een liefhebber is van hüttenkäse, werd deel van de plaatselijke folklore (hij wordt genoemd in Aleksandr Popadins boek plaatselijke tijd, een compilatie van stadslegenden).
De raaf woont in een kooi, gelegen op een voldoende beschutte plek in de dierentuin, vlak naast het vogelgebouw. Hoewel de woordenschat van Jasjka zich beperkte tot de frase ‘Wat nou?!’ (Russisch: ‘Ну что?!’), kon de intonatie van deze uitdrukking in combinatie met de onverwachtheid een sterke indruk geven op de nietsvermoedende voorbijganger.
Later breidde de raaf zijn woordenschat uit, door zijn eigen naam te leren.

## Collectie
Op het ogenblik bestaat de collectie van de dierentuin van Kaliningrad uit 2264 dieren van 315 verschillende soorten.
Van hen zijn er:
- Zoogdieren – 59 soorten, 292 exemplaren.
- Vogels – 84 soorten, 572 exemplaren.
- Reptielen – 42 soorten, 97 exemplaren.
- Amfibieën – 17 soorten, 59 exemplaren.
- Vissen – 105 soorten, 1195 exemplaren.
- Ongewervelden – 8 soorten, 49 exemplaren.

Van deze dieren zijn 56 soorten ook opgenomen in het Internationale rode boekje voor bedreigde diersoorten,
Van hen zijn er:
- Zoogdieren – 23 soorten.
- Vogels – 12 soorten.
- Reptielen – 10 soorten.
- Amfibieën – 1 soorten.
- Vissen – 8 soorten.

De collectie van de dierentuin wordt actief aangevuld, de dierentuin neemt deel aan internationale programma's voor het fokken en behouden van zeldzame diersoorten. In de laatste jaren verkreeg de dierentuin door aanwas sneeuwpanters, zebra's, laaglandtapirs, witkopgieren. Onlangs zijn aangekocht: kroeskoppelikanen, een Bennettwallaby, witnekkraanvogels en leeuwen.